# نادي الهلال السعودي موسم 1979–80
موسم نادي الهلال السعودي لكرة القدم 1979–80 يعتبر الموسم الثاني والعشرين في مسيرة نادي الهلال السعودي منذ تأسيسه 1957، والموسم الرابع له في الدوري السعودي تحت مسمى الدوري السعودي الممتاز اكتفى بالوصافة بعدما دخل الهلال برصيد 26 نقطة منافساً بفرصة الفوز فقط للتتويج بدرع بطولة الدوري السعودي الممتاز في المباراة النهائية لكنه خسر بنتيجة هدفين مقابل لا شيْ الأمر الذي حسم البطولة لصالح نادي النصر السعودي , حقّق لقب كأس الملك على حساب نادي الشباب السعودي 

## الترتيب الدوري
| الترتيب | النادي | لعب | فاز | تعادل | خسر | له | عليه | ف.أ | النقاط |
| ------- | ------ | --- | --- | ----- | --- | -- | ---- | --- | ------ |
| 1       | النصر  | 18  | 13  | 3     | 2   | 43 | 13   | +30 | 29     |
| 2       | الهلال | 18  | 10  | 6     | 2   | 36 | 22   | +14 | 26     |

يحصل الفريق الفائز نقطتين، نقطة واحد في حال التعادل 

## تشكيلة الفريق
ملاحظة: تشير الأعلام إلى المنتخب بحسب قواعد الأهلية المعتمدة من قبل الفيفا؛ تنطبق بعض الاستثناءات المحدودة. وقد يحمل اللاعبون أكثر من جنسية لا تعترف بها الفيفا.
| الرقم | البلد    | المركز | اللاعب                |
| ----- | -------- | ------ | --------------------- |
| 23    | السعودية | حارس   | إبراهيم اليوسف        |
| 5     | السعودية | مدافع  | صالح النعيمة          |
| 3     | السعودية | مدافع  | حسين البيشي           |
| 9     | السعودية | مدافع  | عبدالله العمار        |
| 4     | السعودية | مدافع  | سلطان المهنا          |
| 7     | السعودية | وسط    | فهد الحبشي            |
| 6     | السعودية | وسط    | فهد المصيبيح          |
| 8     | السعودية | وسط    | فهد عبدالواحد "فهودي" |
| 10    | البرازيل | مهاجم  | ريفيلينو              |
| 11    | تونس     | مهاجم  | نجيب الإمام           |
| 20    | السعودية | مهاجم  | سلطان نصيب            |

| الرقم | البلد    | المركز | اللاعب                  |
| ----- | -------- | ------ | ----------------------- |
| -     | السعودية | حارس   | محمد النقير             |
| 14    | السعودية | مدافع  | غازي سعيد               |
| -     | السعودية | وسط    | سمير سلطان              |
| 17    | السعودية | وسط    | فريد الرشيد             |
| -     | السعودية | وسط    | طارق العواضي            |
| -     | السعودية | وسط    | خالد الغانم             |
| -     | السعودية | مهاجم  | عبدالرحمن محمد القحطاني |
| -     | السعودية | مهاجم  | منصور بشير              |

## بطولة الدوري
|                     | الهلال     | 3 – 3    | الاتحاد | الرياض                                             |
| 16:00 (ت ع م+03:00) | سمير سلطان | [Report] |         | الملعب: ملعب الأمير فيصل بن فهد الحكم: مثيب الجعيد |

|               | الهلال  | 3 - 2    | الاهلي | الرياض                          |
| (ت ع م+03:00) | ريفلينو | [Report] |        | الملعب: ملعب الأمير فيصل بن فهد |

| 08                  | النصر | 2 – 2    | الهلال  | الرياض                                             |
| 16:00 (ت ع م+03:00) | 78'   | [Report] | ريفلينو | الملعب: ملعب الأمير فيصل بن فهد الحكم: مثيب الجعيد |

| 16 10 أبريل 1980    | النصر                                       | 2–0      | الهلال      | الرياض |
| 16:00 (ت ع م+03:00) | ماجد 14' · لينو 49' · المقرن 67' · لويز 78' | [Report] | 41' ريفلينو | الملعب: ملعب الأمير فيصل بن فهد الحكم: فهد الدهمش الحكام المساعدين: عبدالرحمن الموزان Assistant referees: محمد المرزوق |

## كأس جلالة الملك المعظم
| دور 32 14 أبريل 1980 | الهلال        | 2–0      | التعاون | الرياض                          |
| 16:30 (ت ع م+03:00)  | نصيب · الإمام | [Report] |         | الملعب: ملعب الأمير فيصل بن فهد |

| دور 16 18 أبريل 1980 | الهلال                   | 4–1      | الوحدة | الرياض                          |
| 16:30 (ت ع م+03:00)  | الإمام (2) · ريفلينو (2) | [Report] |        | الملعب: ملعب الأمير فيصل بن فهد |

| دور 8 22 أبريل 1980 | الهلال      | 3–0      | الرياض | الرياض                          |
| 16:30 (ت ع م+03:00) | ريفلينو (3) | [Report] |        | الملعب: ملعب الأمير فيصل بن فهد |

| دور 4 25 أبريل 1980 | أحد        | 1–2      | الهلال | المدينة المنورة                                  |
| 16:30 (ت ع م+03:00) | الإمام (2) | [Report] |        | الملعب: مدينة الأمير محمد بن عبد العزيز الرياضية |

| نهائي 03 مايو 1980  | الهلال                                    | 3–1 (و.إ) | الشباب                               | الرياض |
| 20:30 (ت ع م+03:00) | نصيب 55'، 108' · فهودي 85' · ريفلينو 105' | Report    | 103' (ه.ذ.) 18' برونو · 109' السويلم | الملعب: ملعب الأمير فيصل بن فهد الحكم: عبدالرحمن الموزان الحكام المساعدين: محمد المرزوق Assistant referees: مثيب الجعيد الحكم الخامس: إبراهيم الدهمش |

### البطل
| بطل كأس جلالة الملك المعظم          |
| ----------------------------------- |
|                                     |
| نادي الهلال (السعودية) اللقب الثالث |